# Linda Cardellini
Linda Edna Cardellini (n. 25 iunie 1975, Redwood City, California, SUA) este o actriță de film, de televiziune și de voce americană. Este cunoscută pentru roluri în seriale precum Freaks and Geeks (1999–2000), Spitalul de urgență (2003–2009) și Bloodline (2015–2017). Rolul Sylviei Rosen în Mad Men (2013–2015) i-a adus o nominalizare la premiul Emmy pentru cea mai bună actriță într-un serial dramatic. Cardellini este, de asemenea, cunoscută pentru reprezentarea Velmei Dinkley în seria live action Scooby-Doo (2002–2004), a lui Cassie în Brokeback Mountain (2005) și a Laurei Barton în Răzbunătorii: Sub semnul lui Ultron (2015). Ca actriță de voce s-a remarcat în serii animate precum Un show obișnuit (2012–2015), Ciudățeni (2012–2016) și Sanjay și Craig (2013–2016).

## Filmografie

### Filme
| An   | Titlu                               | Rol                                 | Note          |
| ---- | ----------------------------------- | ----------------------------------- | ------------- |
| 1997 | Legea concurenței                   | Heather                             |               |
| 1998 | Victima perfectă                    | Kelly                               |               |
| 1998 | Strangeland                         | Genevieve Gage                      |               |
| 1999 | Prinț și surfer                     | Melissa                             |               |
| 1999 | Dying to Live                       | Leslie Chambers                     | Film TV       |
| 2001 | Blonda de la drept                  | Chutney                             |               |
| 2001 | Păcatele tatălui                    | Shelly Hunter                       |               |
| 2002 | Scooby-Doo                          | Velma Dinkley                       |               |
| 2003 | Certainly Not a Fairytale           | Adele/Scriitoarea                   | Scurtmetraj   |
| 2004 | Scooby-Doo 2: Monștri dezlănțuiți   | Velma Dinkley                       |               |
| 2004 | Jiminy Glick în Lalawood            | Natalie Coolidge                    |               |
| 2004 | LolliLove                           | Linda                               |               |
| 2005 | Brokeback Mountain                  | Cassie                              |               |
| 2005 | Povestea unui pistol                | Mary Ann Wilk                       |               |
| 2006 | Băiatu' lu' bunica                  | Samantha                            |               |
| 2008 | Răscumpărare                        | Julie Ingram                        |               |
| 2010 | Super                               | Angajata de la magazinul de animale |               |
| 2010 | Gleeclipse                          | Antrenoarea                         | Scurtmetraj   |
| 2011 | Return                              | Kelli                               |               |
| 2011 | All-Star Superman                   | Nasthalthia (voce)                  |               |
| 2011 | Împotriva gangsterilor              | Joan Madigan                        |               |
| 2012 | Red                                 |                                     | Scurtmetraj   |
| 2014 | Aceasta este lumea mea              | Gina Selway                         |               |
| 2015 | Răzbunătorii: Sub semnul lui Ultron | Laura Barton                        |               |
| 2015 | Tata în război cu... tata           | Sara                                |               |
| 2016 | Fondatorul                          | Joan Smith                          |               |
| 2017 | Austin Found                        | Leanne Wilson                       |               |
| 2017 | Tata în război cu... tata 2         | Sara                                |               |
| 2018 | O simplă favoare                    | Diana Hyland                        |               |
| 2018 | Green Book: O prietenie pe viață    | Dolores                             |               |
| 2018 | Operațiunea Hunter Killer           | Jayne Norquist                      |               |
| 2019 | Blestemul femeii care plânge        | Anna Garcia                         | Completat     |
| 2019 | Fonzo                               | Mae Capone                          | Postproducție |